# Pierre-Yves Roussel
Pour les articles homonymes, voir Roussel.
Pierre-Yves Roussel est un dirigeant d'entreprise français, né le 7 novembre 1965. Il est directeur général de l'entreprise de son épouse, Tory Burch,, depuis 2019, après 15 ans en tant que président-directeur general de LVMH Fashion Group et membre du Comité Exécutif du Groupe LVMH.

## Biographie
Pierre-Yves Roussel poursuit ses études à la Wharton Business School et y obtient un MBA. Il débute ensuite sa carrière comme analyste financier au CCF (HSBC) avant d'occuper différentes fonctions à responsabilité au sein du cabinet de conseil McKinsey & Cie. Il est élu Partner en 1998, puis nommé Senior Partner en 2004.
En 2004, Pierre-Yves Roussel rejoint ensuite LVMH, tout d'abord comme directeur général adjoint chargé de la stratégie et des opérations en 2004, puis, en 2006, en tant que Président-Directeur Général de LVMH Fashion Group, le pôle du groupe LVMH qui regroupe les Maisons de mode (Céline, Donna Karan et DKNY, Givenchy, Kenzo, Loewe, Marc Jacobs, Emilio Pucci, Nicholas Kirkwood et J.W. Anderson).
Pierre-Yves Roussel a relancé et repositionné avec succès plusieurs Maisons de LVMH, notamment par le recrutement de créatifs: Riccardo Tisci chez Givenchy, Phoebe Philo chez Céline, Carol Lim et Humberto Leon, codirecteurs créatifs de Kenzo, Jonathan Anderson chez Loewe ou en 2015 Dao Yi Chow et Maxwell Osborne chez Donna Karan.
Il est membre du Comité exécutif du Groupe LVMH depuis 2004.